# Hudovo
Hudovo – wieś w Chorwacji, w żupanii zagrzebskiej, w gminie Rakovec. W 2011 roku liczyła 90 mieszkańców.